# 乔莫·肯雅塔
乔莫·肯雅塔（英語：Jomo Kenyatta，約1897年—1978年8月22日），肯尼亚政治人物、獨裁者，第一位肯尼亚总统，肯尼亚国父。

## 生平
肯雅塔1914年皈依基督教并迁居内罗毕，1920年结婚并进入政府部门工作，1924年开始从政，加入基库尤中央协会，为基庫尤人争取土地权。1929年，他受KCA委派前往英国伦敦，争取英国议会的支持。1930年他回国，但是陷入了KCA内部对女性地位的争论，不久他再次出国。
1932年至1933年，肯雅塔在苏联学习经济，但是随着他的资助者，特立尼達和多巴哥著名黑人领袖乔治·帕德莫同苏联当局闹翻，他被迫离开苏联重返伦敦。1935年，他进入伦敦经济学院学习，并逐渐成为在英国的非洲人领袖之一。在第二次世界大战期间，肯雅塔在苏塞克斯的一个农场务工，以逃避为英国军队服役，在此期间他同一位英国女子结婚。但是战争结束后，肯雅塔离开了他的妻子，于1946年回到了肯尼亚。同年，他同克瓦米·恩克鲁玛一道创建了泛非大会。
肯雅塔回国后，支持当地兴起的茅茅运动，因此于1952年被捕，1953年4月8日，他被判处7年徒刑。1959年，他被释放，但是被流放到偏远的洛德瓦爾。1960年，肯雅塔被缺席当选为肯尼亚非洲民族联盟主席，肯尼亚全国上下都要求尽快释放他。最终，肯雅塔于1961年8月21日被释放。

## 獨立后

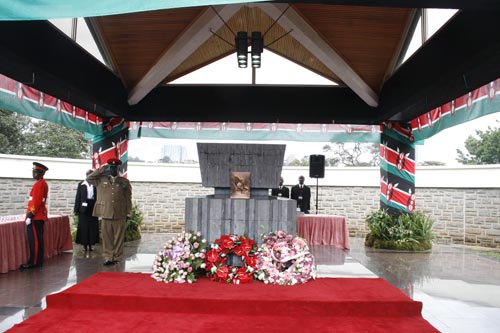
奈洛比的喬莫·肯雅塔陵墓

1963年，肯尼亚非洲民族联盟赢得了大选，肯雅塔出任自治政府总理，其间他呼吁全国和解并挽留白人农场主。同年12月12日，肯尼亚宣布独立，次年成为共和国，肯雅塔出任总统。1964年11月10日，在合并了反对党之后，肯尼亚非洲民族联盟成为肯尼亚唯一的政党。
肯雅塔在独立后的土地改革中，使政府占有了大量土地，成为肯尼亚最大的地主，其部族基库尤人也获得了许多优惠，但这些都成为了他受人诟病之处，他的政府下的秘密警察也受人批评。但是，肯雅塔同邻国米尔顿·奥博特的乌干达和朱利叶斯·尼雷尔的坦桑尼亚都保持了良好的关系，稳定的国内外局势使得外资纷至沓来，肯尼亚的经济也随之稳步成长。肯雅塔还成功争取到联合国环境署和人居署的总部落户内罗毕，这些都提升了他的国际声望。
肯雅塔于1966年在無反對下當選總統，1970年和1974年两次连任肯尼亚总统。1969年他封禁了唯一的反對黨肯尼亚社會聯盟，使肯尼亚成為一黨制國家。
1978年8月22日，他逝世于蒙巴萨，享年86歲，葬於奈洛比市中心的喬莫·肯雅塔陵墓中。副總統丹尼尔·阿拉普·莫伊继任成为总统。
肯雅塔之子乌胡鲁·肯雅塔继承了他的政治才能，是前任肯尼亚非洲民族联盟主席，但在2002年的总统选举中败给了姆瓦伊·齐贝吉，後於2013年-2022年擔任總統一職。

## 外部連結
- A 1964 newsreel from British Pathe of Kenyatta's swearing in as President of Kenya （页面存档备份，存于）
- 短片 Kenyatta Profile (1971) 可在互联网档案馆自由下载

| 前任： 无 | 肯尼亚总统 1964年－1978年 | 繼任： 丹尼尔·阿拉普·莫伊     |
| 前任： 无 | 肯尼亚总理 1963年－1964年 | 繼任： 職位廢除，改制為共和國 |